# Шуа-Суреби
Шуа-Суреби (груз. შუა სურები) — село в Грузии, на территории Чохатаурского муниципалитета края (мхаре) Гурия.

## География
Село находится в западной части Грузии, на правом берегу реки Супсы, на расстоянии приблизительно 11 километров (по прямой) к востоко-юго-востоку от посёлка городского типа Чохатаури, административного центра муниципалитета. Абсолютная высота — 432 метра над уровнем моря.

## Население
По результатам официальной переписи населения 2014 года, в Шуа-Суреби проживало 178 человек (93 мужчины и 85 женщин). В национальной структуре населения грузины составляли 98,9 %, армяне — 1,1 %.
| Год  | Население, человек |
| ---- | ------------------ |
| 2002 | 234                |
| 2014 | ↘ 178              |